# Governació d'Ariana
La governació o wilaya d'Ariana (àrab: ولاية أريانة, wilāyat Ariyāna) és una divisió administrativa de primer nivell situada al nord-est de Tunísia. La seva població era de 447.000 habitants l'any 2006 i d'uns 473.000 l'any 2008. Té una superfície de 482 km² i la seva capital és Ariana. Està limitada per la governació de Tunis i la governació de Bizerta, i per la mar Mediterrània.

## Economia
La indústria al territori disposa de les zones de l'aeroport d'Ariana, Sidi Thabet, Kalaat El Andalous, Choutrana-N'khilet i Mnihla o M'nihla; hi ha una zona industrial planejada a El Bokri. L'agricultura disposa de 23.380 hectàrees de superfície útil, dedicada als cereals, farratges, fruites i altres.

## Organització administrativa
Fou creada el 1986 per segregació de la governació de Tunis. El governador és designat pel president de la República. El seu codi geogràfic és 12 (ISO 3166-2:TN-12).

### Delegacions
Està dividida en set delegacions o mutamadiyyes i 48 sectors o imades:
- Ariana Ville (12 51)
  - La nouvelle Ariana (12 51 51)
  - Ariana Supérieur (12 51 52)
  - Ariana Ville (12 51 53)
  - El Menzah V (12 51 54)
  - El Menzah VI (12 51 55)
  - Etâamir (12 51 56)
  - El Yasmina (12 51 57)
  - Ennasr 1 (12 51 58)
  - Ennasr 2 (12 51 59)
- Soukra (12 52)
  - Soukra (12 52 51)
  - Dar Fadhal (12 52 52)
  - El Bessatine (12 52 53)
  - Chotrana (12 52 54)
  - Borj El Ouzir (12 52 55)
  - Ennasim (12 52 56)
  - Ettaamir (12 52 57)
- Raoued (12 53)
  - Jaafer (12 53 51)
  - Enkhilet (12 53 52)
  - El Medina El Fadhila (12 53 53)
  - El Ghazala (12 53 54)
  - Raoued (12 53 55)
  - Bourj Ettouil (12 53 56)
  - Sidi Amor Bout Khtioua (12 53 57)
- Kalaât El Andalous (12 54)
  - Kalaat El Andalous Est (12 54 51)
  - Kalaat El Andalous Ouest (12 54 52)
  - Pont de Bizerte (12 54 53)
  - Bou Hanach (12 54 54)
  - El Hessiane (12 54 55)
  - Ennahli (12 54 56)
- Sidi Thabet (12 55)
  - Sidi Thabet (12 55 51)
  - Bejaoua (12 55 52)
  - Mongi Slim (12 55 53)
  - Cebalet Ben Ammar (12 55 54)
  - Chorfech (12 55 55)
- Cité Ettadhamen (12 56)
  - Cité Ettadhamen (12 56 51)
  - Ibn khaldoun (12 56 52)
  - 9 Avril (12 56 53)
  - 18 Janvier (12 56 54)
  - 20 mars (12 56 55)
  - Mongi Slim (12 56 56)
  - 7 Novembre (12 56 57)
  - Abulkassem Ech-Chebbi (12 56 58)
  - Khaireddine Pacha (12 56 59)
- El Mnihla (12 57)
  - El Mnihla (12 57 51)
  - Errafaha (12 57 52)
  - En-Nasr (12 57 53)
  - El-Bassatine (12 57 54)
  - 15 octobre (12 57 55)

### Municipalitats
Està dividida en set municipalitats o baladiyyes i vuit circumscripcions o dàïres:
- Ariana (12 11)
  - Ariana Medina (12 11 11)
  - Manazeh (12 11 12)
  - Ariana Supérieur (12 11 13)
  - Riadh Ennasr (12 11 14)
- Soukra (12 12)
- Raoued (12 13)
  - Raoued
  - Cité Elgazala
- Kalaat El Andalos (12 14)
- Sidi Thabet (12 15)
- Ettadhamen (12 16)
- El Mnihla (12 17)